# 500
För kortspelet, se Femhundra.
500 (D) var ett skottår som började en lördag i den julianska kalendern.

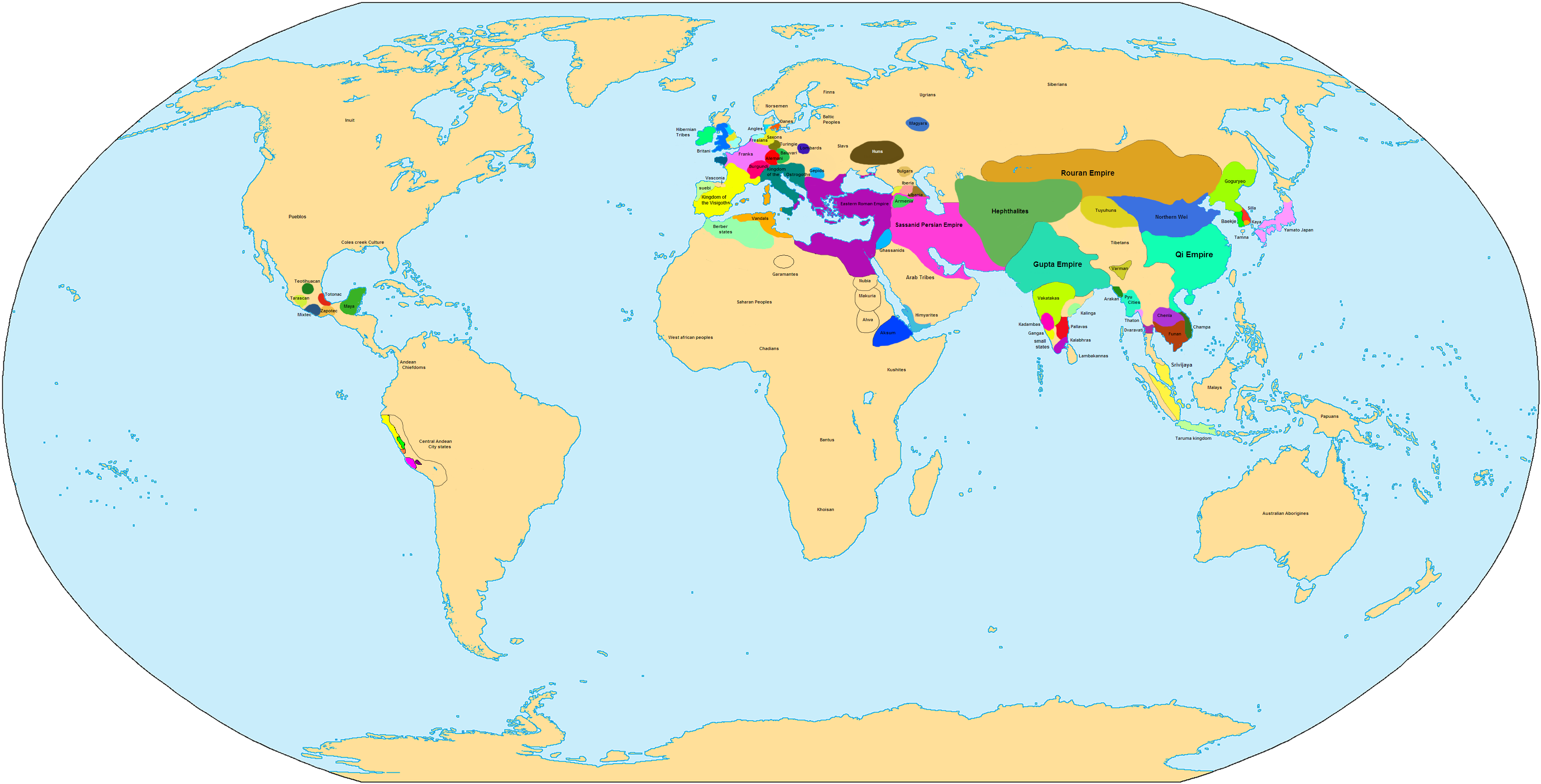
Världen år 500.
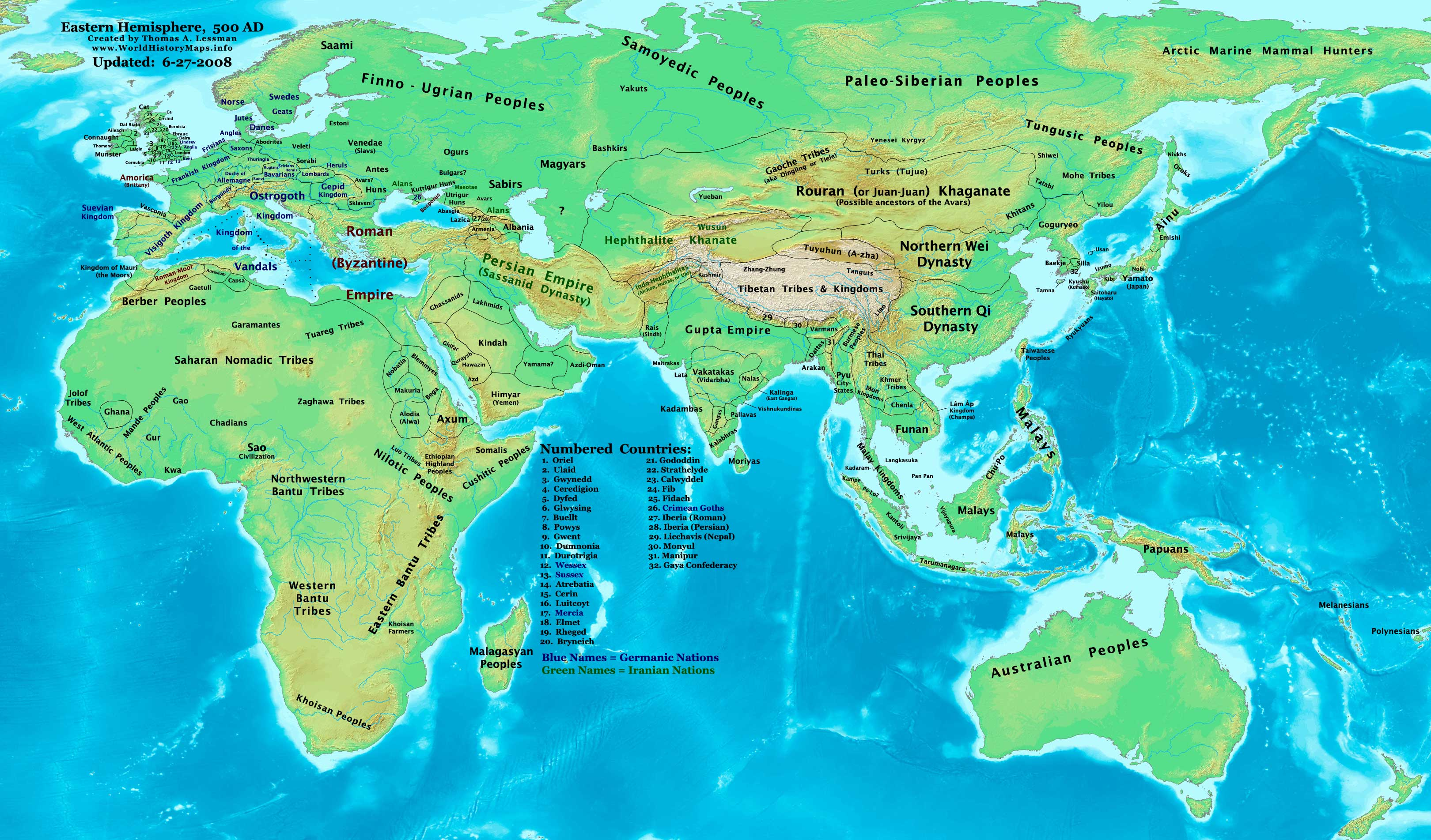
Gamla världen år 500.

## Händelser

### Okänt datum
- Klodvig I besegrar Gundobad vid Dijon.
- Handelsmän från Sydarabien börjar kolonisera norra Etiopien.
- Inom kristologin formuleras aftartodoketismen.
- I Aksum övergår man till kristendomen.
- Det frankiska riket grundas.
- Romersk-brittiska styrkor och kelter besegrar anglo-saxare, som kan ha blivit ledda av Aelle av Sussex, i slaget vid Mons Badonicus (möjligen detta år; källorna anger olika år mellan 490 och 510) (detta slag kan ha influerat legenden om kung Artur).
- Fergus Mór inleder sitt styre i nuvarande Skottland (möjligen detta år; Mórs historicitet är omtvistad).
- Heptarkiperioden i England inleds (omkring detta år).
- Det engelska kungariket Essex grundas (omkring detta år).
- Kejsar Xuanwu av kinesiska riket Norra Wei blir ledare för Norra Weidynastin.
- Asukaperioden inleds i Japan.
- Indianstaden Uxmal grundas (omkring detta år).

## Födda
- Belisarius, bysantinsk fältherre (eller 505).
- Prokopios, bysantinsk historiker (omkring detta år).
- Theodebert I, frankisk kung av Reims 534–548 (född omkring detta år eller 504).
- Theodora, kejsarinna av Bysans.
- Tribonianus, bysantinsk jurist jurist (omkring detta år).
- Bhavaviveka, indisk madhyamakalärd.

## Avlidna
- Zu Chongzhi, kinesisk matematiker.
- Sri Gupta, indisk kejsare.